# Гадфильд, Роберт Аббот
Сэр Роберт Аббот Гадфильд (Хадфилд англ. Robert Abbott Hadfield; 28 ноября 1858, Шеффилд — 30 сентября 1940, Кингстон Хилл, Суррей) — английский металлург, создавший ряд новых марок сталей; член Лондонского королевского общества с 1909 года, иностранный почётный член АН СССР с 1933 года.

## Биография
Отец Роберта Аббота Гадфильда, Роберт Гадфильд старший, основал Сталелитейный завод Гадфильда в Шеффилде и одним из первых начал производство стального литья. Гадфильд младший возглавил семейный бизнес в 1888 г. и сделал предприятие одним из крупнейших литейных заводов в мире.
В 1908 г. он был посвящён в рыцари, а в 1917 г. стал баронетом графства Вест-Райдинг-оф-Йоркшир.
В 1909 г. Роберт Гадфильд был избран членом Лондонского королевского общества, в 1912 стал членом Шведской королевской академии наук. Иностранный член Национальной академии наук США (1928), иностранный почётный член Академии наук СССР (1933).

## Научные достижения
Роберт Гадфильд опубликовал по результатам своих исследований в области металлургии более 200 научных статей. В 1882 г. он изобрёл высокомарганцовистую сталь, названную сталь Гадфильда (российское обозначение марки 110Г13Л). Обладающая повышенной износостойкостью и прочностью, эта сталь в больших количествах производится до сих пор и используется для производства танковых траков, сердечников крестовин железнодорожных стрелочных переводов и т. д.
В 1886 году он запатентовал кремнистую сталь, нашедшую впоследствии широкое применение в электротехнической промышленности.